# Генерал артиллерии литовской
Генерал артиллерии литовской (лат. generalis artileriae magister) — дигнитарская должность в Великом княжестве Литовском, руководитель артиллерии. Руководил арсеналами, оружейными, пороховыми мастерскими, людвисарнями (пушечными литейными мастерскими), занимался обеспечением войска порохом и амуницией, обучением артиллеристов. Назначался пожизненно и не имел права занимать других военных должностей.
Известен с XVII века, когда король польский и великий князь литовский Владислав IV придал артиллерии армейскую организацию (так называемые «Артикулы», объявленные в 1634 году под Смоленском). Первым руководителем артиллерии Великого княжества Литовского в 1634 году стал Николай Абрамович. С 1685 года генерал артиллерии получал 3 тысячи злотых на личные нужды. Распоряжался крупными денежными средствами, принимал специальную присягу не расходовать этих денег на другие цели и подчинялся великому гетману, с 1775 Военному департаменту Постоянного Совета.

## Список генералов артиллерии литовской
| Дата занятия должности | Дата сложения должности либо смети | Лицо                               | Изображение | Примечания |
| ---------------------- | ---------------------------------- | ---------------------------------- | ----------- | --- |
| 21 сентября 1634       | февраль 1651                       | Николай Абрамович                  |             | До 1640 - старший над пушкой. Одновременно трокский воевода (с 1647). Умер                                      |
| 27 февраля 1651        | 14 сентября 1652                   | Винцент Корвин-Гонсевский          |             | Перешёл на должность великого подскарбия литовского                                                             |
| 22 сентября 1652       | 1654                               | Зигмунд Валь                       |             | |
| 11 марта 1654          | февраль 1670                       | Николай Владислав Юдицкий          |             | Одновременно Каштелян новогрудский (с 1660). Умер                                                               |
| 1670                   | 1673                               | Михаил Антоний Кришпин-Киршенштейн |             | Стал польным литовским писарем                                                                                  |
| 1673                   | 1683                               | Матвей Госевский                   |             | Умер |
| 7 сентября 1684        | 7 ноября 1686                      | Леон Базилий Сапега                |             | Одновременно Подскарбий дворный литовский. Умер                                                                 |
| 28 марта 1687          | 1698                               | Матеуш Ромер                       |             | Умер |
| 18 июля 1698           | 19 ноября 1700                     | Михаил Франтишек Сапега            |             | Одновременно великий конюший литовский. Убит антисапеговской шляхтой на следующий день после Алькеникской битвы |
| 8 апреля 1701          | 8 августа 1706                     | Юзеф Мнишек                        |             | Стал маршалком надворным литовским                                                                              |
| 1706                   | 1707                               | Кристоф Казимир Сеницкий           |             | Взят в плен русскими войсками при осаде Быхова и сослан в Сибирь, где умер в 1711 году                          |
| 27 декабря 1707        | 1709                               | Станислав Понятовский              |             | Назначен Станиславом Лещинским                                                                                  |
| 22 апреля 1710         | 1710                               | Фабиан Казимир Борх                |             | Умер |
| 24 июня 1710           | 1725                               | Эрнест Богуслав Денгоф             |             | Одновременно великий подкоморий литовский                                                                       |
| 4 сентября 1725        | 20 мая 1738                        | Казимир Леон                       |             | Умер |
| 1738                   | 24 ноября 1746                     | Ян Ежи Флемминг                    |             | Стал подскарбием великим литовским                                                                              |
| 26 ноября 1746         | сентябрь 1759                      | Антоний Юзеф Сологуб               |             | Умер |
| 20 октября 1759        | 23 февраля 1768                    | Евстафий Потоцкий                  |             | умер |
| 1768                   | 10 апреля 1773                     | Франтишек Ксаверий Браницкий       |             | Стал польным гетманом коронным                                                                                  |
| 10 марта 1773          | 1793                               | Казимир Нестор Сапега              |             | Отказался от должности                                                                                          |
| 1 мая 1793             | 1795                               | Франтишек Сапега                   |             | Сложил полномочия в связи с прекращением существования Речи Посполитой                                          |